# 2-й Массачусетский пехотный полк
2-й Массачусетский пехотный полк (англ. 2nd Regiment Massachusetts Volunteer Infantry) — представлял собой один из пехотных полков армии Союза во время Гражданской войны в США. Полк был сформирован в мае 1862 года и прошёл все сражения на Востоке от кампании в долине Шенандоа до каролинской кампании, участвовал в Большом смотре и был расформирован в июле 1865 года.

## Формирование
15 апреля 1865 года после начала Гражданской войны и публикации призыва Линкольна о наборе добровольцев в армию губернатор Массачусетса пообещел майору ополчения Джорджу гордону поручить ему первый же набранный полк. При содействии бывших офицеров ополчения штата Гордон за несколько дней собрал 30 000 долларов на снаряжение полка, (65 % от необходимой суммы). Так как у Гордона не было формального разрешения на набор полка, то он 29 апреля встретился с Военным секретарём и добился от него формальной санкции. В Бостоне и округах штата были открыты вербовочные офисы и в итоге был набран 2-й Массачусетский пехотный полк. 24 мая 1861 года Гордон получил звание полковника добровольческой армии и возглавил полк.
Полк был официально сформирован 25 мая в лагере Кэмп-Эндрю в Вест-Рексбери. Джордж Гордон стал его первым полковником, Джордж Эндрюс подполковником, и Уилдер Дуайт стал майором.

## Боевой путь
8 июля полк покинул штат и отправился в Хагерстаун (Мэриленд). Оттуда 11 июля полк был отправлен в долину Шенандоа, в армию генерала Паттерсона. 14 июля полк был включён в бригаду Джона Эберкромби. 18 июля полк был отправлен в Харперс-Ферри, и стал первым федеральным полком, вступившим в этот город. Полковник Гордон был назначен командиром гарнизона города. Впоследствии Паттерсона заменили на Бэнкса, а Гордон с конца августа временно принял командование бригадой в армии Бэнкса. 25 сентября он официально стал командиром третьей бригады армии Бэнкса. В тот же день подполковник Джордж Эндрюс официально возглавил полк:

## В кино
В художественном фильме «Слава» показана атака 2-го Массачусетского при Энтитеме и ранение капитана Шоу.